# Kateřina Šafránková
Kateřina Šafránková (née le 8 juin 1989 à Kolín) est une athlète tchèque, spécialiste du lancer de marteau. 
Elle possède le record de République tchèque de la discipline.

## Biographie
En 2006, âgée de 15 ans, elle bat le record national junior du lancer de marteau avec 61,14 m. Au mois d'août elle termine onzième des Championnats du monde juniors de Pékin. Deux ans plus tard elle est vice-championne du monde junior derrière la Roumaine Bianca Perie. 
En 2011 elle termine troisième lors du concours des Championnats d'Europe par équipes avec un nouveau record personnel, 69,39 m. Le 19 mars 2012, au cours de la Coupe d'Europe hivernale des lancers elle établit un record de République tchèque grâce à un lancer à  71,16 m. Aux Jeux olympiques elle échoue en qualifications.(
En 2016 elle fait passer son record à 72,47 m dans sa ville natale de Kolín. Elle est à nouveau éliminée lors des Jeux olympiques.

## Palmarès
| Date | Compétition                       | Lieu      | Résultat | Marque  |
| ---- | --------------------------------- | --------- | -------- | ------- |
| 2007 | Championnats d'Europe juniors     | Hengelo   | 2e       | 62,95 m |
| 2008 | Championnats du monde juniors     | Bydgoszcz | 2e       | 63,13 m |
| 2009 | Championnats d'Europe espoirs     | Kaunas    | 2e       | 63,01 m |
| 2011 | Championnats d'Europe par équipes | Stockholm | 3e       | 69,39 m |
| 2017 | Championnats d'Europe par équipes | Lille     | 7e       | 65,85 m |
| 2017 | Championnats du monde             | Londres   | 8e       | 71,34 m |
| 2021 | Coupe d'Europe des lancers        | Split     | 11e      | 67,13 m |

### National
- 3 titres : 2008, 2011, 2016

## Records
| Épreuve | Performance | Lieu  | Date         |
| ------- | ----------- | ----- | ------------ |
| Marteau | 72,47 m NR  | Kolín | 12 juin 2016 |